# Rattenlijn

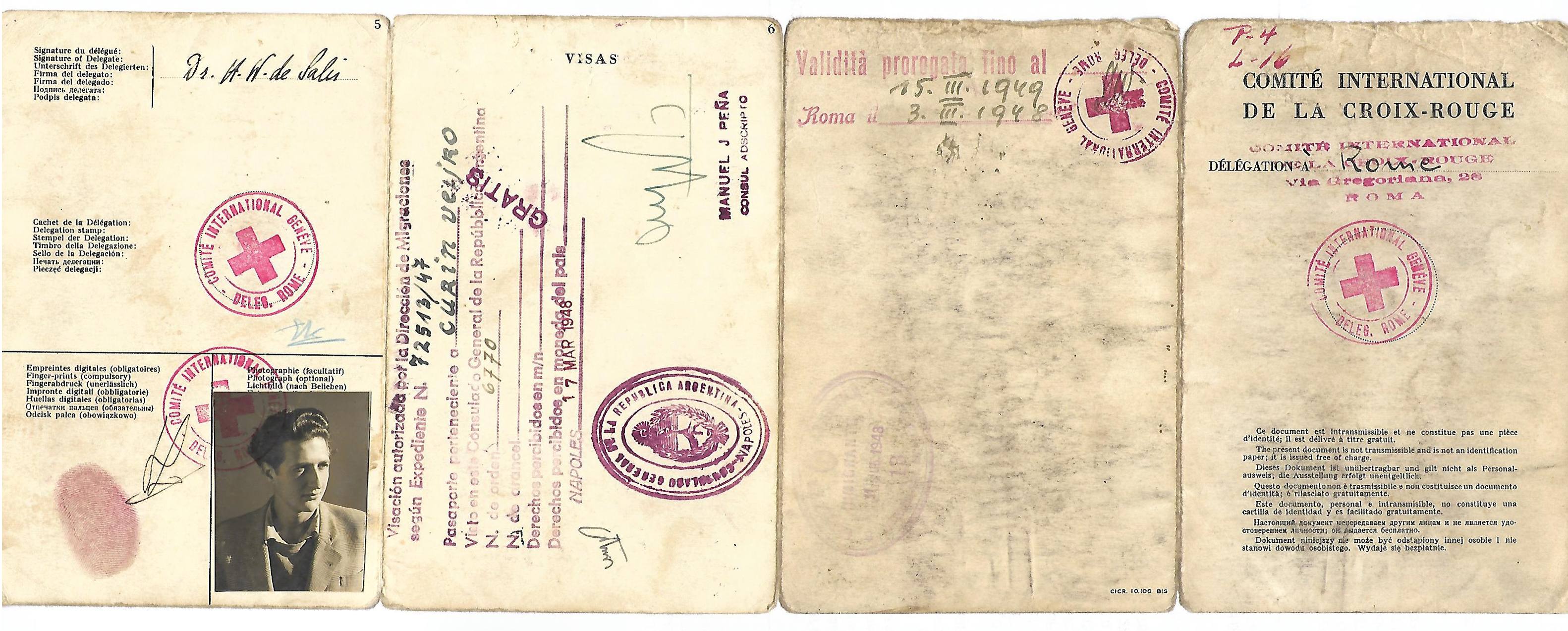
Reispas uitgegeven door het Rode Kruis met Ratline-routes voor een Kroaat die naar Zuid-Amerika vluchtte.

De rattenlijn is de naam van de route die veel nazi-oorlogsmisdadigers gebruikten om na afloop van de Tweede Wereldoorlog van Europa naar Zuid-Amerika te vluchten. De route liep via Genua in Italië.
Daar werden paspoorten en visa verstrekt door een Oostenrijkse bisschop, Alois Hudal, en Giuseppe Siri, de aartsbisschop van Genua. Zij werden beschermd door hoge politici in Oostenrijk, Duitsland en Italië. Ook de Amerikaanse geheime dienst was bij de vluchtlijn betrokken.
Andere bronnen noemen niet het Vaticaan, maar het Rode Kruis dat verantwoordelijk is geweest voor het verzorgen van reispapieren voor Josef Mengele. Die zou bij het Rode Kruis (na zijn ontsnapping) het z.g. Rode Kruis-paspoort hebben aangevraagd met een valse identiteit. Omdat vlak na de oorlog de chaos compleet was, was het Rode Kruis noch het Vaticaan of welke instantie dan ook in staat om de persoonsgegevens van oorlogsmisdadigers na te trekken. Daarbij moet worden aangetekend, dat de werkelijke omvang van de oorlogsmisdaden in de concentratiekampen pas later, tijdens het Proces van Neurenberg, duidelijk werd.
Via de rattenlijn vluchtten vele duizenden oorlogsmisdadigers, onder wie  Adolf Eichmann, Josef Mengele, Alois Brunner, Ante Pavelić, Walter Kutschmann, Gerhard Bohne, Erich Priebke, Josef Schwammberger, Dinko Šakić, Walter Rauff, Eduard Roschmann, Franz Stangl, Gustav Wagner en Friedrich Warzok. Er waren ook Nederlandse namen, zoals Abraham Kipp, Willem Sassen, Alfons Sassen, Maria Sassen, Jan Olij en Andries Riphagen, die vanuit Nederland, België, Ierland, Zwitserland of Spanje uitweken naar Argentinië, Ecuador, Chili of Bolivia. De meesten vertrokken per boot, een aantal vloog direct door op Brazilië en vervolgens naar Buenos Aires.
Op 1 mei 2007 maakte luchtvaarthistoricus Marc Diericx bekend, dat de KLM vlak na de Tweede Wereldoorlog hielp om gevluchte nazi's te laten overvliegen naar Zuid-Amerika. Velen vluchtten zo via Zwitserland naar Uruguay en Argentinië. De KLM was echter in 1946 gewaarschuwd alert te zijn op voortvluchtige nazi's tussen de passagiers.
In de documentairereeks Bariloche praat Eric Goens met de kinderen en kleinkinderen van Vlaamse collaborateurs die na de Tweede Wereldoorlog naar Argentinië gevlucht zijn om er een nieuw leven op te bouwen.  